# Stenopogon pradhani
Stenopogon pradhani là một loài ruồi trong họ Asilidae. Stenopogon pradhani được Joseph & Parui miêu tả năm 1976. Loài này phân bố ở miền Ấn Độ - Mã Lai.